# Vöslauer Hütte
Die Vöslauer Hütte der Naturfreunde (TVN) liegt im südlichen Wienerwald im Augustinerwald in 489 m ü. A. Die Hütte steht auf dem Gebiet der Stadtgemeinde Bad Vöslau und ist von dort auf mehreren Wegen in 60 bis 90 Minuten zu erreichen. Nur fünf Minuten entfernt steht das Jubiläumskreuz der Naturfreunde Bad Vöslau mit schönem Blick auf die Niederösterreichischen Voralpen und den Schneeberg.

## Berge
- Harzberg 466 m, in einer Dreiviertelstunde
- Sooßer Lindkogel 713 m, in einer guten Stunde
- Hoher Lindkogel 848 m, in zweieinviertel Stunden
- Übergang zum Peilstein 716 m, in dreieinhalb Stunden